# Мараэ Тапутапуатеа
Мараэ Тапутапуатеа таит. marae Taputapuatea, фр. marae de Taputapuātea) — культовое сооружение, памятник архитектурного искусства полинезийцев. Является самым большим мараэ в Полинезии. По мнению учëных в прошлом был центральным храмом и религиозным центром Восточной Полинезии. Находится в муниципалитете Опоа расположенном в коммуне Тапутапуатеа на острове Раиатеа на Подветренных островах на архипелаге Общества в Заморском сообществе Франции Французской Полинезии. Объект всемирного наследия ЮНЕСКО.

## История
В древности территория мыса Матахира-и-те-раи (современная деревня Опоа) называлась «Те По», что в переводе означает «где обитают боги» и считалась священной. Для поклонения богу Та’ароа полинезийцы возвели там самый большой во всей Полинезии мараэ. Около 1000 года мараэ было достроено и посвящено богу Оро. Мараэ в деревне Опоа считается религиозным центром восточной Полинезии.
22 февраля 2016 года в ходе официального визита в Французскую Полинезию президента Франции Франсуа Олланда он побывал Тапутапуатеа, чтобы посетить всемирно известное мараэ.
9 июля 2017 года Мараэ было внесено в Список всемирного наследия ЮНЕСКО.